# Marko Perović (futbolista nacido en 1972)
Marko Perović (Leskovac, [[República Federativa Socialista de Yugoslavia| Yugoslavia]], 24 de marzo de 1972) es un exfutbolista serbio que jugaba de centrocampista.

## Selección nacional
Fue internacional con la selección yugoslava en tres ocasiones entre 1995 y 1996.

## Clubes
| Club                      | País         | Año       |
| ------------------------- | ------------ | --------- |
| FK Dubočica Leskovac      | Yugoslavia   | 1989-1990 |
| F. K. Vojvodina Novi Sad  | Yugoslavia   | 1990-1994 |
| Estrella Roja de Belgrado | Yugoslavia   | 1994-1995 |
| U. S. Cremonese           | Italia       | 1995-1997 |
| SBV Vitesse               | Países Bajos | 1997-1999 |
| Real Sporting de Gijón    | España       | 1999-2000 |
| FK Austria Viena          | Australia    | 2000-2001 |
| FK Rad Belgrado           | Yugoslavia   | 2001-2002 |
| A. C. Ancona              | Italia       | 2002-2004 |
| S. S. C. Napoli           | Italia       | 2004      |
| F. C. Grosseto            | Italia       | 2004-2006 |
| A. C. Pistoiese           | Italia       | 2006      |
| A. C. Castellana          | Italia       | 2006-2007 |